# Escharoides immersoecetata
Escharoides immersoecetata is een mosdiertjessoort uit de familie van de Exochellidae. De wetenschappelijke naam van de soort is voor het eerst geldig gepubliceerd in 2001 door Liu.